# نوملا (ویهتی)
نومِّلا (تلفظ فنلاندی: [ˈnum:elɑ]) بزرگ‌ترین مجتمع شهری و مقر شهرداری ویهتی در جنوب فنلاند است. نوملا در یک مثلث بین بزرگراه‌های ۱، ۲ و ۲۵، در ۴۴ کیلومتری شمال غربی از پایتخت هلسینکی، در ۱۹ کیلومتری شمال شرقی شهرلوهیا و ۶ کیلومتری جنوب غربی ایاککلا (سومین سکونتگاه بزرگ در ویهتی)  واقع شده‌است. جمعیت منطقه شهری نوملا حدود ۱۳۵۰۰ نفر است.
نوملا دارای یک فرودگاه (ICAO: EFNU) است که برای گلایدررانی مناسب است.